# Eleccions legislatives de São Tomé i Príncipe de 2002
Les Eleccions legislatives de São Tomé i Príncipe de 2002 van tenir lloc el 3 de març de 2002. El Moviment per l'Alliberament de São Tomé i Príncipe/Partit Socialdemòcrata fou el partit més votat i va obtenir 24 dels 55 escons a l'Assemblea Nacional. La participació fou del 64,5%.

## Antecedents i resultat de les eleccions
El 8 de desembre de 2001 el President Fradique de Menezes va aprovar un decret dissolent el Parlament i convocant eleccions pel 3 de març de 2002. El decret va ser emès després que el President i els representants dels partits polítics signessin un acord en el qual s'establia un govern més representatiu, format per almenys dos o tres dels partits que obtinguessin més vots. Aquest acord, vàlid per dos legislatures, tenia la intenció de resoldre la crisi política que havia esclatat al setembre de 2001, quan el partit de l'oposició Moviment per l'Alliberament de São Tomé i Príncipe/Partit Socialdemòcrata va abandonar l'Assemblea.
Els principals grups polítics en contesa eren l'aliança Entre el partit del president de Menezes, Moviment Democràtic de les Forces pel Canvi - Partit Liberal i el Partit de Convergència Democràtica - Grup de Reflexió; l'antic partit únic marxista MLSTP, que havia governat des de la independència fins al 1991 i Uê Kédadji, una coalició electoral de cinc partits.
La campanya electoral es va centrar en promeses d'usar els beneficis del petroli en modernitzar l'agricultura, millorar l'educació i atraure inversió estrangera. El període previ a les eleccions es va veure entelat per acusacions que alguns partits havien repartit diners als votants. El líder del MLSTP afirmà que les altres forces polítiques estaven gastant grans quantitats de cabals estrangers per fer campanya, acusacions negades per aquests partits.
La participació va superar el 60% dels 61.000 votants del país i els observadors internacionals van declarar que les eleccions havien estat lliures i justes.
Les eleccions no van donar un guanyador clar, ja que l'opositor MLSTP va obtenir 24 dels 55 escons al Parlament, només un més de el MDFC-PL del president de Menezes. Els vuit escons restants van anar a una coalició liderada per l'Acció Democràtica Independent de l'antic president Miguel Trovoada.
El 27 de març de 2002 el president Fradique de Menezes va posar fi a tres setmanes d'estancament polític preguntant al representant del país a Portugal, Gabriel Costa, per formar un govern. Aquest va formar un govern amb representants de les tres principals coalicions polítiques.

## Resultats
| Partits | Vots   | %      | Escons (55) |
| --- | ------ | ------ | ----------- |
| Moviment per l'Alliberament de São Tomé i Príncipe/Partit Socialdemòcrata | 15,618 | 39.56% | 24          |
| Coalició MDFM-PCD - Moviment Democràtic de les Forces pel Canvi - Partit Liberal - Partit de Convergència Democràtica - Grup de Reflexió                                                               | 15,542 | 39.37% | 23          |
| Coalició Uê Kédadji - Acció Democràtica Independent - Partit de Renovació Democràtica - Unió Nacional per la Democràcia i el Progrés - Coalició Democràtica de l'Oposició - Partit Popular del Progrés | 6,398  | 16.20% | 8           |
| Altres | -      | 4.87%  | -           |